# Proteïna ferro-sofre
Les proteïnes ferro-sofre són proteïnes que es caracteritzen per la presència de centres ferro-sofre, que contenen diversos grups sulfur units entre dos i quatre àtoms de ferro en estats d'oxidació variables. Es poden trobar centres ferro-sofre en diverses metal·loproteïnes, com ara: ferredoxina, NADH deshidrogenasa, hidrogenases, coenzim Q - citocrom c reductasa, succinato-coenzim Q reductasa i nitrogenasa. Els centres ferro-sofre són més coneguts pel seu paper en les reaccions d'oxidació-reducció com a part del transport d'electrons mitocondrial: tant el complex I com el complex II tenen múltiples centres Fe-S. Posseeixen també altres funcions, com és el cas de la catàlisi de l'aconitasa, la generació de radicals en els enzims dependents de SAM, i com a donants de sofre en la biosíntesi de l'àcid lipoic i la biotina. A més, algunes proteïnes Fe-S regulen l'expressió gènica. Les proteïnes Fe-S són vulnerables a l'atac de l'òxid nítric biogènic.

## Estructura
En gairebé totes les proteïnes Fe-S la disposició dels àtoms de Fe és tetraèdrica i els seus lligands són sofres de grups tiol dels residus de la cisteina. Cada grup sulfur estableix dos o tres enllaços de coordinació amb ferro. Són comuns tres tipus diferents de centres Fe-S amb aquestes característiques.

### Centre 2Fe-2S

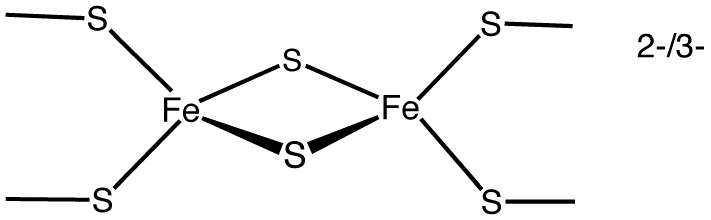
Estructura Centro 2Fe-2S.

El centre [Fe2S2] és el sistema polimetàl·lic més simple i està constituït per dos ions de ferro enllaçats mitjançant dos ions de sofre i coordinats amb quatre lligands de cisteïna (Fe2S2 en ferredoxines), o bé amb dues cisteïnes i dues histidines (en les proteïnes de Rieske). En la forma oxidada, les proteïnes contenen dos ions Fe3+, mentre que en la reduïda contenen un Fe3+ i un Fe2+. Els dos estats d'oxidació corresponen a (FeIII)₂ i FeIIIFeII.

### Centre 4Fe-4S
Aquesta és una estructura comuna amb quatre ions de ferro i quatre de sofre situats tots ells en els vèrtexs d'una galleda. Els àtoms de Fe estan coordinats típicament per lligands de cisteïna. Les proteïnes transportadores d'electrons [Fe₄S₄] (com la ferredoxina) poden al seu torn subdividir-se en ferredoxines de baix potencial (de tipus bacterià) i d'alt potencial (HiPIP). Les ferredoxines de baix i alt potencial estan relacionades pel següent esquema redox:

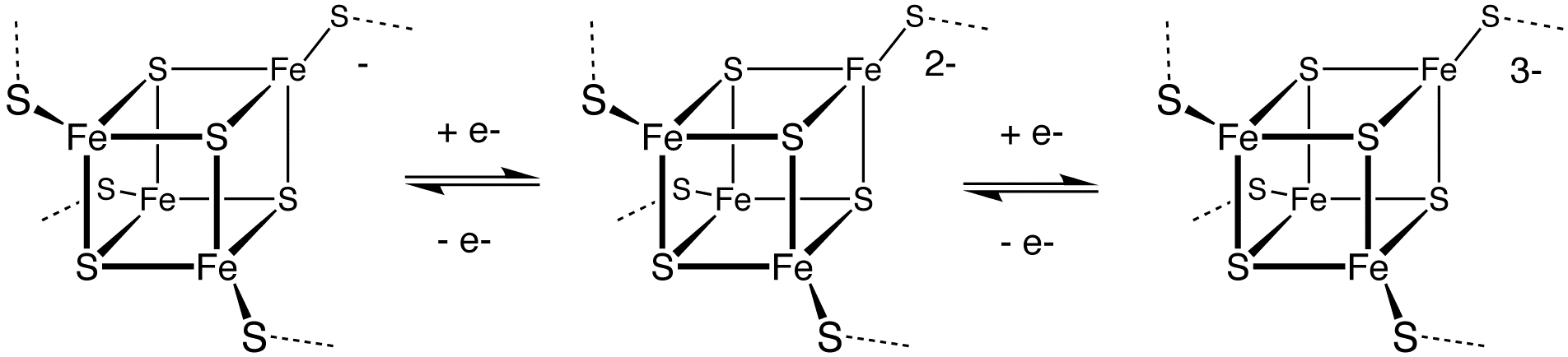
Estructura 4Fe-4S.

El centre HiPIP oscil·la entre Fe₄S₄2+ i Fe₄S₄3+ (respectivament, [2Fe3+, 2Fe2+] i [3Fe3+, Fe2+]). Els potencials d'aquest parell redox varien de 0,4 a 0,1 V. En les ferrodoxinas bacterianes, el parell d'estats d'oxidació és Fe₄S4+ i Fe₄S₄2+ (corresponents, respectivament, a [Fe3+, 3Fe2+] i [2Fe3+, 2Fe2+]). Els potencials per a aquest parell redox varien de -0.3 a -0.7 V. Les dues famílies comparteixen el Fe₄S₄2+. La diferència en els parells redox s'atribueix al nombre de ponts d'hidrogen que formin, que modifica fortament la basicitat dels lligands tiolat de les cisteïnes. Un altre parell redox encara més reductor que la ferrodoxina bacteriana es troba en la nitrogenasa.
Alguns centres 4Fe-4S participen en l'acció catalítica d'enzims, doncs són capaços d'unir-se a substrats. Per exemple, el centre Fe-S de l'aconitasa s'uneix a l'aconitat utilitzant un ió de ferro freturós del lligant tiolat. Aquest centre no experimenta una reacció redox, sinó que serveix com a catalitzador per convertir aconitat enisocitrat. En els enzims dependents de SAM, el centre s'uneix i redueix la S-adenosilmetionina per generar un radical que està involucrat en diversos processos de biosíntesi.

### Centre 3Fe-4S
Existeixen diverses proteïnes que contenen centres [Fe₃S₄], amb un ió de ferro menys que la forma més comuna [Fe₄S₄]. Cadascun dels tres ions de sofre enllacen dos de ferro, mentre que el quart sofre enllaça a tres ions de ferro. Els seus estats d'oxidació poden variar des de [Fe₃S₄]+ (forma tot Fe3+) a [Fe3S₄]2- (forma tot Fe2+). En algunes proteïnes el centre [Fe₄S₄] pot convertir-se reversiblement en un centre [Fe₃S₄] per oxidació i pèrdua d'un ió de ferro. Per exemple la forma inactiva de l'aconitasa posseeix un centre [Fe₃S₄] i s'activa per l'addició de Fe2+ i un agent reductor.

### Altres centres Fe-S
També existeixen sistemes polimetàl·lics més complexos, com els centres 8Fe i 7Fe en la nitrogenasa. El monòxid de carboni deshidrogenasa i la hidrogenasa-[FeFe] també presenten centres Fe-S inusuals.

## Biosíntesi
Es coneix bé la biosíntesis dels centres Fe-S.
En particular, la biogénesis dels centres ferro-sofre s'ha estudiat en profunditat en E. coli i A. Cinelandii i en el llevat S. cerevisiae. S'han identificat almenys tres sistemes biosintètics, denominats nif, suf i isc. El sistema nif és responsable dels centres de l'enzim nitrogenasa, mentre que els sistemes suf i isc són més genèrics. En el regne animal només s'han trobat proteïnes relacionades amb isc. El sistema isc s'ha estudiat principalment en llevats, on diverses proteïnes constitueixen la maquinària biosintètica a través de la ruta d'isc. El procés es duu a terme amb l'assemblat del centro Fe-S en una proteïna de bastida seguit per la transferència d'un centre preformat a la proteïna destí.
Aquest primer pas succeeix en el citoplasma dels procariotes o en el mitocondri dels eucariotes. En organismes superiors els centres es transporten fora del mitocondri i s'incorporen als enzims extramitocondrials. Aquests organismes també posseeixen un conjunt de proteïnes involucrades en el transport de centres Fe-S i processos d'incorporació que no són homòlegs als oposats en organismes procariotes.

## Anàlegs sintètics
Els anàlegs sintètics dels centres ferro-sofre oposats en la naturalesa van ser descrits per primera vegada per Richard H. Holm i els seus col·laboradors. El tractament de sals de ferro amb una mescla de tiolats i sulfur permet crear derivats com el (Et₄N)₂Fe₄S₄(SCH₂Ph)₄].